# Catedral de la Natividad (El Cairo)
La Catedral de la Natividad de El Cairo es una catedral copta inaugurada el 6 de enero de 2019 por el presidente egipcio Abdelfatah Al-Sisi y el papa copto Tauadros II, situada 45 km al este del El Cairo. Es considerada la iglesia más grande de Oriente Medio con 63.000 metros cuadrados y diseñada para tener una capacidad de 2500 personas en la planta baja y 7500 en la planta superior. El mismo día de la inauguración se hizo una misa que se celebró en la capilla de la catedral y contó con la participación de unas 3000 personas que incluían representantes de todo el país.

## Construcción y estilo
La catedral fue construida por la presidencia egipcia y por la Autoridad de Ingeniería de las Fuerzas Armadas, después de que desde 2016 un centenar de coptos fueron asesinados por yihadistas. Durante décadas habían existido problemas burocráticos para construir iglesias en Egipto, para no ofender al Islam, pero en agosto de 2017 el Parlamento egipcio eliminó los límites. El diseño de la catedral sigue la tradición copta del Arca de Noé.

## Declaraciones y críticas
El presidente egipcio dijo que la inauguración de la catedral se considera «un mensaje al mundo; un mensaje de paz y un mensaje de amor.»